# Cixius leei
Cixius leei är en insektsart som beskrevs av Tsaur 1991. Cixius leei ingår i släktet Cixius och familjen kilstritar. Inga underarter finns listade i Catalogue of Life.